# Уилям Ламб, лорд Мелбърн
 Тази статия е за британския политик.  За американския архитект вижте Уилям Ламб (архитект).  
Уилям Ламб, по-известен като лорд Мелбърн, барон на Килмор, барон Мелбърн (на английски: William Lamb, 2nd Viscount Melbourne, Lord Melbourne, Baron of Kilmore, Baron Melbourne of Melbourne) е английски политик от 19 век, министър-председател на Великобритания. Близък приятел на кралица Виктория и неин пръв политически съветник в ранните години от управлението ѝ (от 20 юни 1837). Макар да е виг и защитник на политическите права на католиците, Мелбърн по същество е консерватор. Без да е вярващ, той е измежду малкото политици, интересуващи се постоянно от литература и теология.

## Биография
Роден е на 15 март 1779 година в Лондон, Великобритания. Неговата майка Елизабет (по баща Милбанк) е довереница на поета лорд Байрон и леля на бъдещата му жена Анна Изабела „Анабела“ Милбанк (на английски: Anne Isabella „Annabella“ Milbanke).
През юни 1805 Уилям Ламб се жени за лейди Каролин Понсънби (на английски: Lady Caroline Ponsonby), ексцентричната дъщеря на Фредерик Понсънби, трети граф на Бесбъро (на английски: Frederic Ponsonby, 3rd earl of Bessborough). Бракът е неуспешен още преди скандалната връзка на лейди Каролина с Байрон през 1812 – 1813 г. и след няколко раздели и помирения, завършва с развод през 1825, три години преди нейната смърт. Впоследствие Ламб е замесен в още скандали – например през 1836, свързан с поетесата Каролин Нортън (Caroline Norton).
През 1804 г. Уилям Ламб получава право на адвокатска практика, а през 1806 влиза в Камарата на общините. От 1822 се обявява за привърженик на консерватизма на Джордж Канинг (George Canning). В правителствата на Канинг и херцог Уелингтън (април 1827 – май 1828) е министър по въпросите на Ирландия. През 1829 баща му умира и той наследява виконтската титла.
Като министър на вътрешните работи (ноември 1830 – юли 1834) в правителството на граф Грей (2nd Earl Grey), с неохота подкрепя парламентарната реформа през 1832 (Reform Act), но енергично обуздава аграрните и промишлени радикали през 1834. Последователен в тази насока, като премиер-министър се обявява против намаляването на митата за вноса на зърнени храни, установени с протекционистките житни закони. Първото краткотрайно управление на Мелбърн през 1834 завършва с уволнението му от крал Уилям IV, който се засяга от плана на вигите за църковна реформа. Консерваторите на сър Робърт Пийл обаче губят парламентарните избори и Мелбърн още веднъж заема поста на премиер-министър. След коронясването на кралица Виктория за известно време е и неин частен секретар. Тяхната взаимна привързаност прави Виктория симпатизант на вигите. На 7 май 1839 по време на политическата криза, предизвикана от недоволството на торите от подбраните от кралицата придворни дами предимно от виги (т.нар „bedchamber question“) Мелбърн подава оставка, но скоро се връща на поста, тъй като Пийл не успява да сформира правителство.
В началото на 1840 г. Великобритания е разтърсена от индустриалния спад и чартизма (движение на радикалната част на работническата класа), както и от водените войни в Китай и Афганистан. По-късно същата година твърдостта на Мелбърн и неговия външен министър лорд Палмерстън предотвратява война с Франция заради Сирия. Когато парламентарната му подкрепа отслабва, Мелбърн се опитва да подготви кралицата за отношенията ѝ с нежеланото от нея консервативно правителство и настоява тя да даде възможност на принц Алберт да поеме държавни отговорности. Напуска поста си след победата на консерваторите на общите избори през 1841, а след като получава удар на 23 октомври 1842 г., изпада в постоянна слабост.
Умира на 24 ноември 1848 година в Брокет Хол, край Хатфийлд, Хартфордшър, на 69-годишна възраст. Тъй като е бездетен, виконтската титла преминава към неговия брат Фредерик Джеймс Ламб.

## Памет
Град Мелбърн в Австралия е наречен в негова чест.
1. ↑  1820-1832/member/lamb-hon-william-1779-1848